# علي آل سلوم
علي آل سلوم، واسمه الكامل علي بن عبد الكريم بن سالم آل سلوم، هو إعلاميٌ إماراتي، يُعد من أبرز النجوم في مجال الإعلام الخليجي بصفة خاصة والعربي بصفة عامة، من ابرز المتحدثين في الخليج العربي وقد ألقى العديد من الخطابات لمئات المجموعات التجارية تناولت جانب الوعي بين الثقافات المختلفة، عدا عن الآلاف الذين يتابعون برنامجه المعروف «اسأل علي»، بالإضافة إلى زاوية يكتبها في مجلة "M" الأسبوعية. وكسفير ثقافي، صنفته «تايم آوت دبي» كواحد من الأبطال المواطنين الأربعين عام 2008. قالت أنه سفير الثقافة الأمارتيه وواحد من الابطال المواطنين الأربعين.

## التعليم
التحقق عليّ آل سلوم بعدد من المدراس في كلًا من كندا والولايات المتحدة الأمريكية وأنهي دراسته الجامعية في مجال السياحة، ثم قام بتحضير الماجستير في إدارة التقارب الثقافي، حتى يظل يحافظ على الموروث الثقافي الإماراتي والعربي الذي يفخر به دائمًا، ثم انضم إلى عضوية رابطة المتحدثين الإعلاميين المهنيين في الشرق الأوسط، ويعد علي آل سلوم واحدًا من المتخصصين القلائل في مجال السياحة الثقافية في منطقة الخليج العربي.

## المسيرة المهنية
يعمل كمستشار ثقافي وسياحي ويُدير مؤسسة خاصة في إمارة أبو ظبي لإحتضان الثقافات العربية من خلالها يقدم الاستشارات الثقافية إلى الشركات المحلية والأجنبية التي تحتاج إلى زيادة التوعية الثقافية إلى الأجانب العاملين بالدولة أو الأجانب بها، وتزيد من معرفة الشاب المواطن في بلده باللغة الإنجليزية، يعمل محاضرًا في عدد من الجامعات والجلسات التثقيفية.
وقد انضم للعمل لدى هيئة أبو ظبي للسياحة عام 2005، وساهم بتأسيس إدارة متخصصة في مجالات المعارض والمؤتمرات واللقاءات والحوافز، ثم أطلق فيما بعد شركته الإعلامية «مايسترو انتربرايزز» وموقعها الإلكتروني www.ask-ali.com يتضمن أسئلة يطرحها المتصفح ويقوم علي بدوره بالإجابة على تلك الأسئلة، بالإضافة إلى تناول مواضيع مختلفة ذات علاقة بالثقافة الإماراتية. تأسيس موقع أسال علي (ask-ali) هو عبارة عن موقع ثقافي وسياحي لكي يستخدم من قبل الجاليات الأجنبية المقيمة بدولة الإمارات العربية المتحدة، من خلال الموقع ذلك انتشر عليّ في الوسط السياحي والثقافي الإماراتي والمجتمع لأنه يسعى من خلاله للإجابة على أسئلة السائلين إما من خلال الموقع أو التليفون ويقوم بالإجابة على السؤال بشكل مباشر طوال 23 ساعة متواصلة، من ثم تطور الموقع من كونه برنامج من خلال الإنترنت إلى أن أصبح برنامج تلفزيوني وعمود صحفي ينزل بشكل ثابت في مجلة محلية باللغتين العربية والإنجليزية وينزل كل سبت في جريدة محلية إمارتية، وينزل في العمود أفضل الأسئلة التي تم إختيارها من ضمن أفضل الاسئلة على الموقع حتى يتم إيصالها إلى أكبر شريحة من الجمهور.
يقول أل سلوم من المهم جدًا أن ينفتح الفرد العربي على الثقافات الأخرى، يقول أن الحب والتقدير للثقافة الخاصة بنا لابد لنا أن نوصلها إلى العالم عن طريق التعامل مع الثقافات الأخرى من ذلك جاءت فكرة موقع اسال عليّ.

### برنامج دروب
هو برنامج ذو رسالة إنسانية وثقافية سياحية يقدم في شهر رمضان الكريم بهدف تقديم وجبة رمضانية للجماهير العربية تعتمد على عنصري الإثارة والتشويق، حيث يقوم بزيارة بلد أو واجهة سياحية في بلد ما أو منطقة ما في العالم لكي يعرف المجتمع والمؤسسة على المثل الإخلاقية والحضارية لكل جهة بالعالم من دون التميز بين جنس أو نوع أو ثقافة أو طائفية، البرنامج هو مد لموقع اسال عليّ ولنشاطة الثقافي، يقدم البرنامج في خمس دقائق لتقديم معلومات للشباب بشكل سريع ومختصر، يطرح البرنامج ايضًا عددًا من السلوكيات والمظاهر التي تتشكل داخل ثقافتنا العربية ليقدمها للشباب الإماراتي والعربي تم تقديم البرنامج على كذا موسم كل موسم يحمل رسالة معينة ولكنها الهدف العام انساني ثقافي.